# Orazio Sciortino
Orazio Sciortino (Siracusa, 20 agosto 1984) è un compositore e pianista italiano.

## Biografia
Sciortino ha compiuti gli studi di pianoforte a Siracusa prima e ad Imola poi con i maestri Boris Petrushansky, Michel Dalberto e Louis Lortie. Dopo gli studi di composizione presso il Conservatorio “Giuseppe Verdi” di Milano ha debuttato in veste di direttore d’orchestra e pianista solista al Teatro alla Scala nel 2011, con la prima esecuzione contemporanea del ‘’Concerto per pianoforte e orchestra’’ di Disma Fumagalli, dirigendo l’orchestra dei Cameristi della Scala.
Le esecuzioni al pianoforte di Sciortino sono state trasmesse sul territorio nazionale da Radio Classica, Rai Tre, Radio Tre, Radio Svizzera Italiana ed incise da Dynamic ‘’Franz Liszt, An orchestra on the piano’’, Bottega Discantica ‘’Adolfo Fumagalli 1828-1856, composizioni per pianoforte’’, Limen Music ‘’Ciurlionis artista europeo’’, Sony Classical ‘’The Italian Wagner’’. Ricordi-Universal ‘’Cadenze per i concerti per pianoforte e orchestra di Mozart”. Il doppio CD ‘’Wagner&Verdi piano transcriptions by Tausig&Liszt’’ edito nel 2013 da Sony Classical ha ricevuto le Cinque Stelle della rivista “Musica”.

## Discografia
- Wagner&Verdi (1813-2013) – Complete Piano Transcriptions by Tausig and Liszt, 2 CDs Sony Classical, 2013
  - CD 1: Franz Liszt Complete Verdi Paraphrases and Transcriptions
  - CD 2: Carl Tausig Complete Transcriptions and Paraphrases from Wagner’s operas
- ‘’The Italian Wagner’’, CD Sony Classical, 2012

CD+Catalogo edito da SKIRA per la mostra “Fortuny e Wagner”. Venezia 2012.
- ’’M.K.Ciurlionis, un artista europeo’’. 1CD+1DVD, Limen Music, 2012.
- ‘’Franz Liszt – An Orchestra on the piano’’. 1CD, Dynamic, 2012.
- ‘’Adolfo Fumagalli (1828 – 1856) – Piano Works’’. 1CD Bottega Discantica